# Moctezuma (Sonora)
Moctezuma ist eine Kleinstadt im mexikanischen Bundesstaat Sonora.
Moctezuma befindet sich ca. 175 km nordöstlich von Hermosillo und ist die Hauptstadt des 1763,39 km² großen Municipio Moctezuma. Die Stadt hat 4.326 Einwohner (Stand: 2010) und liegt am Río Moctezuma auf einer Höhe von 677 m über dem Meeresspiegel. Sie wurde 1644 unter dem Namen Fundación de San Miguel de Arcángel de Oposura von dem jesuitischen Missionar Marcos del Río gegründet, später nur Oposura genannt. Am 9. September 1828 erhielt die Stadt ihren heutigen Namen Moctezuma.
In der Umgebung von Moctezuma befinden sich insgesamt sieben Bergwerke bzw. Prospektionen (Stand 2014), von denen die drei folgenden bekannte Typlokalitäten für eine große Anzahl von Mineralen sind:
- Die ehemalige Gold-Mine „Mina la Bambolla“ (Moctezuma Mine) zählt zu den bekanntesten Fundorten von Tellur und tellurhaltiger Minerale mit zurzeit 14 Typmineralen. Neben dem nach Moctezuma benannten Mineral Moctezumit, dem nach der Mine benannten Bambollait und dem nach dem Bundesstaat benannten Sonorait sind dies noch Burckhardtit, Cuzticit, Denningit, Eztlit, Mroseit, Paratellurit, Poughit, Schmitterit, Spiroffit, Xocolatlit und Zemannit.[1]
- Die „Mina la Bambollita“ (Oriental Mine) gilt als Typlokalität für die neun Minerale Benleonardit, Carlfriesit, Cervelleit, Cesbronit, Choloalith, Quetzalcoatlit, Tlalocit, Tlapallit und Xocomecatlit.[2]
- Die „San Miguel Mine“ ist bisher nur für den Cliffordit als Typlokalität bekannt.[3]